# 臺中廳
臺中廳（日语：〔〕／ Taichū chō */?）為台灣日治時期行政區劃之一，設立於明治三十四年（1901年）至大正九年（1920年）間。臺中廳治設於廳直隸的藍興堡臺中城（原臺灣省城）內，臺中廳最初下分設東勢角、塗葛堀（今龍井區）、牛罵頭、社口（今神岡區境內）、葫蘆墩等五個支廳；廳直隸範圍包含藍興堡、貓羅堡及栜東上堡各一部分，以及栜東下堡、大肚中堡、大肚下堡。明治42年（1909年）10月，臺灣總督府將原有之二十廳，廢止合為十二廳，合併臺中、彰化二廳及苗栗廳之一部分為臺中廳。下轄東勢角、葫蘆墩、大甲、沙轆、彰化、鹿港、員林、北斗、二林等九個支廳。

## 組織
- 庶務課
- 警務課：警察官吏派出所、保甲壯丁團
- 財務課
- 支廳
  - 平地：警察官吏派出所、保甲壯丁團
  - 蕃地：警察官吏駐在所、變壓所、交易所、警戒所
- 廳直屬機關：各小學校、各公學校、各區長役場、城北醫院、臺中婦人病院、行旅病人收容所[1]

## 歷任廳長
| 任次 | 肖像 | 姓名 (生–卒)         | 在任時間       | 在任時間       | 備註 |
| ---- | ---- | -------------------- | -------------- | -------------- | ---- |
| 1    |      | 小林三郎 (？–？)     | 1901年11月11日 | 1902年6月13日  |      |
| 2    |      | 岡本武輝 (？–？)     | 1902年6月13日  | 1906年9月8日   |      |
| 3    |      | 佐藤謙太郎 (？–？)   | 1906年9月8日   | 1909年10月25日 |      |
| 4    |      | 枝德二 (1863–1932)   | 1909年10月25日 | 1915年12月17日 |      |
| 5    |      | 三村三平 (？–？)     | 1915年12月17日 | 1919年4月8日   |      |
| 6    |      | 加福豐次 (1876–1921) | 1919年4月8日   | 1920年10月1日  |      |

### 附註
1. ↑  改任澎湖廳長。
2. ↑  原廣島縣內務部長。
3. ↑  改任臺南廳長。
4. ↑  原新竹廳長。
5. ↑  原殖產局林務課長。
6. ↑  改任臺中州知事。

## 沿革
1901年11月11日，臺灣總督府以辨務署負責地方政務，而縣及廳介於總督府與辨務署之間，造成行政事務上的欠缺靈活，而廢止「三縣四廳」，設「二十廳」之行政單位，「廳」下設「支廳」，臺中廳因此而設立，管轄範圍為原臺中辨務所的管轄區域。臺中廳下分為直轄、葫蘆墩支廳、塗葛堀支廳、社口支廳、牛罵頭支廳和東勢角支廳，其中只有東勢角支廳有負責管理蕃地事務。1902年5月17日，臺中廳實施街庄社名改正，並分為34區。1903年3月28日，大湖支廳的「暗山庄」改隸臺中廳。1903年3月31日，臺中廳因蕃界警備的經費需要而裁撤社口支廳。1905年4月1日，牛罵頭支廳和塗葛屈支廳合併為「沙轆支廳」。1905年12月1日，臺中廳直轄的捒東下堡「花眉庄、西員寶庄、馬崗厝庄、大田心庄」因交通上的考量，改劃入葫蘆墩支廳埧雅區，並將臺中廳整併為28區。
1909年10月25日，彰化廳和苗栗廳大甲支廳（不含鯉魚潭庄）併入臺中廳；同月28日，新竹廳鯉魚潭庄劃入臺中廳大甲支廳。1911年8月8日，芬園區改隸員林支廳。1913年7月29日，大甲支廳「鯉魚潭庄」改隸新竹廳三叉河支廳，並由苗栗三堡改為苗栗一堡。1915年7月10日，芬園區因地形和交通因素，自員林支廳改由彰化支廳管轄。1917年6月19日，東勢角支廳新社區的「大坑庄」改隸臺中廳直轄三十張犁區。1918年7月18日，臺中廳直轄的「下茄荖庄」改隸彰化支廳芬園區。
1920年10月1日，時任臺灣總督田健治郎為提高地方官的權限，廢西部十廳，實施「五州二廳」制度，臺中廳與南投廳合併為臺中州。
| 1895年8月    | 1896年3月 | 1901年11月   | 1909年10月 | 1920年10月 |
| ------------ | --------- | ------------ | ---------- | ---------- |
| 臺灣民政支部 | 臺中縣    | 苗栗廳(部分) | 臺中廳     | 臺中州     |
| 臺灣民政支部 | 臺中縣    | 臺中廳       | 臺中廳     | 臺中州     |
| 臺灣民政支部 | 臺中縣    | 彰化廳       | 臺中廳     | 臺中州     |
| 臺灣民政支部 | 臺中縣    | 南投廳       | 南投廳     | 臺中州     |

1901年臺中廳位置，中間黃色地區
1909年臺中廳位置，黃色地區

## 行政區劃

### 1901年後
| 直轄/支廳  | 位置     | 區       | 管轄區域（1902年整併前街庄） | 管轄區域（1902年整併前街庄） | 備註                 |
| 直轄/支廳  | 位置     | 區       | 堡里                         | 街庄 | 備註                 |
| ---------- | -------- | -------- | ---------------------------- | --- | -------------------- |
| 直轄       | 臺中街   | 臺中區   | 藍興堡                       | 臺中街（東大墩街、小北下街庄、新庄仔庄）、頂橋仔頭庄、東勢仔庄、旱溪庄、下橋仔頭庄（下橋仔頭庄、瓦磘庄）、公館庄、後壠仔庄、內新庄（內新庄、下庄仔庄） |                      |
| 直轄       | 臺中街   | 太平區   | 藍興堡                       | 大平庄、番仔路庄、三汴庄（三汴庄、坪林仔庄）、車籠埔庄、頭汴坑庄 |                      |
| 直轄       | 臺中街   | 大里杙區 | 藍興堡                       | 大里杙街（大里杙街、埔里庄）、詹厝園庄、番仔藔庄、塗城庄、草湖庄、大突藔庄 |                      |
| 直轄       | 臺中街   | 樹仔腳區 | 藍興堡                       | 五張犁庄、阿密哩庄、涼傘樹庄、頭前厝庄、蘆竹湳庄、樹仔腳庄、番婆庄、半平厝庄、九張犁庄 |                      |
| 直轄       | 臺中街   | 四張犁區 | 捒東下堡                     | 上七張犁庄、水汴頭庄、四張犁街、後庄仔庄、陳平庄、西員寶庄 |                      |
| 直轄       | 臺中街   | 四張犁區 | 捒東下堡                     | 花眉庄、大田心仔庄、馬崗厝庄、西員寶庄 |                      |
| 直轄       | 臺中街   | 二份埔區 | 捒東下堡                     | 二份埔庄、三份埔庄、水湳庄、舊社庄、軍功藔庄、廍仔庄、水景頭庄、三十張犁庄、邱厝仔庄、賴厝廍庄、乾溝仔庄 |                      |
| 直轄       | 臺中街   | 西大墩區 | 捒東下堡                     | 西大墩街、潮洋庄、馬龍潭庄、下七張犁庄、水堀頭庄、林厝庄、八張犁庄、港尾仔庄、上牛埔仔庄、下石碑庄、上石碑庄（上石碑庄、湳仔庄）、惠來厝庄 |                      |
| 直轄       | 臺中街   | 犁頭店區 | 捒東下堡                     | 犁頭店街、何厝庄、乾溝仔庄、蔴園頭庄、土庫庄、田心庄、溝仔墘庄、三塊厝庄、永定厝庄、新庄仔庄、劉厝庄、知高庄、山仔腳庄、番社腳庄、鎮平庄、同安厝庄、蔴糍埔庄、水碓庄 |                      |
| 直轄       | 臺中街   | 烏日區   | 捒東下堡                     | 下牛埔仔庄、下楓樹腳庄、學田庄 |                      |
| 直轄       | 臺中街   | 烏日區   | 大肚下堡                     | 烏日庄（烏日庄、新庄仔庄）、朥(月胥)庄（頂嘮月胥庄、下馬厝庄、下嘮月胥庄、竹山庄） |                      |
| 直轄       | 臺中街   | 霧峰區   | 貓羅堡                       | 阿罩霧庄（霧峰庄、北郊庄、坑口庄）、柳樹湳庄、吳厝庄（五福庄、磨仔盾園庄、四塊厝庄） |                      |
| 直轄       | 臺中街   | 溪心埧區 | 貓羅堡                       | 溪心埧庄（溪心埧庄、番仔園庄、高園庄）、喀哩庄（喀哩庄、石螺潭庄） |                      |
| 直轄       | 臺中街   | 萬斗六區 | 貓羅堡                       | 萬斗六庄（萬斗六庄、舊社庄、六股庄）、丁臺庄（丁臺庄、南勢庄） |                      |
| 社口支廳   | 社口街   | 芬園區   | 貓羅堡                       | 同安厝庄（同安厝庄、溪尾藔庄、下包士庄、匏富庄）、下茄荖庄、縣庄（縣庄、茄苳腳庄、山腳庄、圳墘庄、寶斗厝庄、溪頭庄、新興庄、後油車庄、店仔街）、芬園庄（芬園庄、新興坑庄、貓羅坑庄、庚腳藔庄、牛埔庄、楓樹腳庄、邦崁庄）、社口庄（舊社庄、社口庄、竹林庄、花生藔庄、大埔、枋仔坑庄）、舊社庄（邦崁庄、林厝坑庄、竹興坑庄、苧仔興坑庄、舊社庄） | 1903年併入臺中廳直轄 |
| 社口支廳   | 社口街   | 同安藔區 | 貓羅堡                       | 同安藔庄（頂樟空庄、下樟空庄、大竹圍庄、同安藔庄、新藔庄、翁後藔庄、龜桃藔庄、南勢埔庄、知母乳坑庄、食水坑庄、福興坑庄、豆周藔庄、南風藔庄） | 1903年併入臺中廳直轄 |
| 塗葛堀支廳 | 塗葛堀街 | 塗葛堀區 | 大肚下堡                     | 塗葛堀庄（塗葛堀街、下塗葛堀街、水裡港庄、下蚵藔庄、福州厝庄）、福頭崙庄（外海埔庄、內海埔庄、福頭崙庄） | 1905年合併為沙轆支廳 |
| 塗葛堀支廳 | 塗葛堀街 | 大肚區   | 大肚下堡                     | 王田庄（王田庄、藍仔頭庄）、社腳庄（山仔頂庄、營盤埔庄、渡船頭庄、社腳庄）、大肚庄（下藔仔尾庄、崁仔腳庄、大肚街、頂街庄） | 1905年合併為沙轆支廳 |
| 塗葛堀支廳 | 塗葛堀街 | 茄投區   | 大肚下堡                     | 茄投庄（茄投街、茄投尾庄、茄投頂庄、茄投下庄、田中央庄、竹坑庄、崙仔庄）、汴仔頭庄（汴仔頭庄、崁仔頂庄、新厝仔庄、藔仔庄、山仔腳庄） | 1905年合併為沙轆支廳 |
| 牛罵頭支廳 | 牛罵頭街 | 公館區   | 大肚上堡                     | 公館庄、西勢藔庄、吳厝庄（吳厝庄、胡底藔庄、橋頭藔庄、許厝藔庄）、大突藔庄（大突藔庄、泉州厝庄、十塊藔庄）、楊厝藔庄（面前厝庄、海風庄、頂舊庄、楊厝藔庄、番仔城庄） | 1905年合併為沙轆支廳 |
| 牛罵頭支廳 | 牛罵頭街 | 牛罵頭區 | 大肚上堡                     | 牛罵頭街（牛罵頭街、西勢庄、埔姜林庄）、鹿藔庄、社口庄（社口庄、四甲二庄、牛埔仔庄、田中央庄、竿蓁林庄、三糠榔庄）、大槺榔庄（大糠榔庄、塭雅藔庄、三糠榔庄、二糠榔庄）、秀水庄（秀水庄、蔴踏崙庄、五汴仔庄、武鹿庄、溝仔後庄） | 1905年合併為沙轆支廳 |
| 牛罵頭支廳 | 牛罵頭街 | 三塊厝區 | 大肚上堡                     | 三塊厝庄（三塊厝庄、菁埔庄、水碓庄、頂湳仔庄、客庄）、田藔庄（田藔庄、三甲三庄、橋頭庄、土虱蝴庄、菜藔庄、下湳仔庄） | 1905年合併為沙轆支廳 |
| 牛罵頭支廳 | 牛罵頭街 | 四塊厝區 | 大肚上堡                     | 四塊厝庄（四塊厝庄、鎮平庄、海墘厝庄）、高美庄（下海口庄、魚藔庄、番仔藔庄、頂海口庄、高美舊庄、高美田中央庄、溪底庄、下牛埔庄、頂牛埔庄、溪頭庄、十二甲庄、頭北厝庄） | 1905年合併為沙轆支廳 |
| 牛罵頭支廳 | 牛罵頭街 | 梧棲區   | 大肚中堡                     | 梧棲港街（梧棲港街、頂魚藔庄、下魚藔庄、草湳庄）、南簡庄（南簡庄、陳厝庄）、大庄（大庄、邱厝庄、安平鎮庄、下厝庄、瓦磘腳庄、海墘厝庄、火燒橋庄、田中央庄、八張犁庄） | 1905年合併為沙轆支廳 |
| 牛罵頭支廳 | 牛罵頭街 | 鴨母藔區 | 大肚中堡                     | 三塊厝庄（三塊厝庄、崙仔頂庄、海埔厝庄、頂蚵藔庄、中厝庄）、鴨母藔庄（鴨母藔庄、竹圍仔庄、安良港庄） | 1905年合併為沙轆支廳 |
| 牛罵頭支廳 | 牛罵頭街 | 沙轆區   | 大肚中堡                     | 沙轆庄（沙轆街、社口庄、埔尾庄、斗抵庄、福興庄）、竹林庄（犁份庄、竹林庄、紅毛井庄）、南勢坑庄（南勢坑庄、三角仔庄、埔仔庄、三塊厝仔庄）、北勢坑庄（北勢坑庄、車埔庄、北勢頭庄、六路厝庄、晉江藔庄、過洋仔庄） | 1905年合併為沙轆支廳 |
| 牛罵頭支廳 | 牛罵頭街 | 龍目井區 | 大肚中堡                     | 龍目井庄（水裡社庄、龍目井庄、九張犁庄、土地公後庄、水師藔庄）、山腳庄（山腳庄、石龜仔口庄）、新庄仔庄（新庄仔庄、南藔庄）、井仔頭庄（井仔頭庄、犁份庄） | 1905年合併為沙轆支廳 |
| 葫蘆墩支廳 | 葫蘆墩街 | 埧雅區   | 捒東下堡                     | 埧雅街、四塊厝庄、上楓樹腳庄、上員林庄、下員林庄、埔仔墘庄、六張犁庄、十三藔庄、上橫山庄、下橫山庄 |                      |
| 葫蘆墩支廳 | 葫蘆墩街 | 葫蘆墩區 | 捒東上堡                     | 葫蘆墩街（葫蘆墩街、東勢庄、西勢庄）、大湳庄、圳藔庄（上圳藔庄、下圳藔庄）、鎌仔坑口庄、下南坑庄、上南坑庄、翁仔社、烏牛欄庄（烏牛欄庄、田心庄） |                      |
| 葫蘆墩支廳 | 葫蘆墩街 | 社口區   | 捒東上堡                     | 大社庄（岸裡大社、望藔庄、西勢尾庄）、社口庄、下溪洲庄（前藔庄、後藔庄、中藔庄、後壁厝庄、苦苓下庄）、社皮庄、三角仔庄（三角仔庄、中營庄）、車路墘庄（車路墘庄、溝仔墘庄） |                      |
| 葫蘆墩支廳 | 葫蘆墩街 | 潭仔墘區 | 捒東上堡                     | 大埔厝庄（東大埔厝庄、西大埔厝庄、牛埔仔庄）、潭仔墘庄、瓦磘仔庄、頭家厝庄、甘蔗崙庄、東員寶庄、茄荎角庄、聚興庄、校栗林庄 |                      |
| 葫蘆墩支廳 | 葫蘆墩街 | 神崗區   | 捒東上堡                     | 神崗庄、北庄、圳堵庄、新庄仔庄、山皮庄 |                      |
| 東勢角支廳 | 東勢角街 | 東勢區   | 捒東上堡                     | 大茅埔庄、新伯公庄（上城庄、下城庄、新伯公庄、二社、尾社、頭社）、東勢角庄（東勢角街、中嵙庄、石角庄、上辛庄、下辛庄） | 管轄含蕃地           |
| 東勢角支廳 | 東勢角街 | 校栗埔區 | 捒東上堡                     | 校栗埔庄（上校栗埔庄、下校栗埔庄）、石圍墻庄（石圍墻庄、大排庄、芎蕉下庄、鍋底嵙庄、下灣仔庄、埤頭山庄）、石壁坑庄 | 管轄含蕃地           |
| 東勢角支廳 | 東勢角街 | 新社區   | 捒東上堡                     | 新社庄（新社仔庄、山頂庄、山頂下庄、食水嵙庄、復盛庄）、大南庄、七份庄（水井仔庄、七份庄、十份庄）、水底藔庄（上水底藔庄、下水底藔庄）、永居湖庄、鳥銃頭庄、馬力埔庄、大坑庄 | 管轄含蕃地           |
| 東勢角支廳 | 東勢角街 | 石崗區   | 捒東上堡                     | 石崗仔庄（九房厝庄、、石崗仔庄、金星面庄）、仙塘坪庄、土牛庄（崁仔下庄、南眉庄、土牛庄）、社藔角庄（梅仔樹腳庄、酸仔樹腳庄、社藔角庄、社蓮墩庄）、朴仔口庄 | 管轄含蕃地           |

### 1909年後
| 直轄/支廳  | 區         | 管轄區域 | 管轄區域 | 備註                     |
| 直轄/支廳  | 區         | 堡里     | 街庄（粗體為區街庄長役場位置） | 備註                     |
| ---------- | ---------- | -------- | --- | ------------------------ |
| 大甲支廳   | 大甲區     | 苗栗三堡 | 大甲街、庄尾庄、社尾庄、山腳庄、頂店庄、營盤口庄、橫圳庄、番仔藔庄、松仔腳庄、外水尾庄                                                                     | 原屬苗栗廳               |
| 大甲支廳   | 大安區     | 苗栗三堡 | 田心仔庄、頂大安庄、下大安庄、三十甲庄、北汕庄、頂腳踏庄、下腳踏庄、海墘厝庄                                                                               | 原屬苗栗廳               |
| 大甲支廳   | 內埔區     | 苗栗三堡 | 墩仔腳庄、舊社庄、后里庄、月眉庄、中和庄、圳藔庄、四塊厝庄、牛稠坑庄                                                                                       | 原屬苗栗廳               |
| 大甲支廳   | 外埔區     | 苗栗三堡 | 六份庄、磁磘庄、內水尾庄、馬鳴埔庄、鐵砧山腳庄、大甲東庄                                                                                                   | 原屬苗栗廳               |
| 大甲支廳   | 溪底區     | 苗栗三堡 | 七塊厝庄、新店庄、公館庄、中社庄、土城庄、廍仔庄 | 原屬苗栗廳               |
| 大甲支廳   | 五里牌區   | 苗栗三堡 | 九張犁庄、日南庄、日南社庄、雙藔庄、新庄仔庄、五里牌庄、西勢庄、船頭埔庄、銅安厝庄、頂後厝仔庄                                                             | 原屬苗栗廳               |
| 大甲支廳   | 十八庄區   | 苗栗三堡 | 東勢尾庄、六塊厝庄、南埔庄、南庄、中庄、後厝仔庄、牛埔庄、三塊厝庄、龜壳庄、溪洲庄、福興庄                                                                   | 原屬苗栗廳               |
| 東勢角支廳 | 東勢角區   | 捒東上堡 | 大茅埔庄、新伯公庄、東勢角庄、石圍墻庄、校栗埔庄、石壁坑庄                                                                                                 |                          |
| 東勢角支廳 | 新社區     | 捒東上堡 | 新社庄、烏銃頭庄、永居湖庄、水底藔庄、大南庄、七份庄、馬力埔庄                                                                                             |                          |
| 東勢角支廳 | 石崗區     | 捒東上堡 | 仙塘坪庄、土牛庄、社藔角庄、石崗仔庄、朴仔口庄 |                          |
| 葫蘆墩支廳 | 葫蘆墩區   | 捒東上堡 | 葫蘆墩街、大湳庄、圳藔庄、鎌仔坑口庄、下南坑庄、上南坑庄、翁仔庄、烏牛欄庄                                                                                 |                          |
| 葫蘆墩支廳 | 社口區     | 捒東上堡 | 大社庄、社口庄、下溪洲庄、社皮庄、三角仔庄、車路墘庄 |                          |
| 葫蘆墩支廳 | 潭仔墘區   | 捒東上堡 | 大埔厝庄、潭仔墘庄、瓦磘仔庄、頭家厝庄、甘蔗崙庄、東員寶庄、茄荎角庄、聚興庄、校栗林庄                                                                     |                          |
| 葫蘆墩支廳 | 埧雅區     | 捒東上堡 | 埧雅街、四塊厝庄、上楓樹腳庄、上員林庄、埔仔墘庄、六張犁庄、十三藔庄、上橫山庄、下橫山庄、下員林庄、花眉庄、西員寶庄、馬崗厝庄、大田心庄                   |                          |
| 葫蘆墩支廳 | 神崗區     | 捒東上堡 | 神崗庄、北庄、圳堵庄、新庄仔庄、山皮庄 |                          |
| 沙轆支廳   | 牛罵頭區   | 大肚上堡 | 牛罵頭街、鹿藔庄、社口庄、大槺榔庄、秀水庄 |                          |
| 沙轆支廳   | 公館區     | 大肚上堡 | 公館庄、西勢藔庄、吳厝庄、大突藔庄、楊厝藔庄 |                          |
| 沙轆支廳   | 四塊厝區   | 大肚上堡 | 三塊厝庄、田藔庄、四塊厝庄、高美庄 |                          |
| 沙轆支廳   | 龍目井區   | 大肚中堡 | 山腳庄、龍目井庄、新莊仔庄、井仔頭庄、三塊厝庄 |                          |
| 沙轆支廳   | 沙轆區     | 大肚中堡 | 南勢坑庄、北勢坑庄、沙轆庄、竹林庄、鴨母藔庄 |                          |
| 沙轆支廳   | 梧棲港區   | 大肚中堡 | 梧棲港街、大庄、南簡庄 |                          |
| 沙轆支廳   | 茄投區     | 大肚下堡 | 汴仔頭庄、茄投庄 |                          |
| 沙轆支廳   | 大肚區     | 大肚下堡 | 王田庄、社腳庄、大肚庄 |                          |
| 沙轆支廳   | 塗葛堀區   | 大肚下堡 | 塗葛堀庄、福頭崙庄 |                          |
| 直轄       | 烏日區     | 大肚下堡 | 烏日庄、朥(月胥)庄 |                          |
| 直轄       | 烏日區     | 捒東下堡 | 牛埔仔庄、下楓樹腳庄、學田庄 |                          |
| 直轄       | 烏日區     | 藍興堡   | 九張犁庄、五張犁庄、阿密哩庄、頭前厝庄、蘆竹湳庄 |                          |
| 直轄       | 臺中區     | 藍興堡   | 大墩街、 |                          |
| 直轄       | 太平區     | 藍興堡   | 大平庄、番仔路庄、三汴庄、車龍埔庄、頭汴坑庄 |                          |
| 直轄       | 大里杙區   | 藍興堡   | 大里杙街、詹厝園庄、番仔藔庄、塗城庄、草湖庄、大突藔庄、涼傘樹庄、內新庄                                                                                   |                          |
| 直轄       | 三十張犁區 | 捒東上堡 | 大坑庄 | 原屬東勢角支廳           |
| 直轄       | 三十張犁區 | 捒東下堡 | 二份埔庄、舊社庄、軍功藔庄、廍仔庄、水景頭庄、三十張犁庄、邱厝仔庄、賴厝廍庄、乾溝仔庄                                                                     |                          |
| 直轄       | 四張犁區   | 捒東下堡 | 四張犁街、上七張犁庄、水汴頭庄、後庄仔庄、陳平庄、三份埔庄、水湳庄                                                                                         |                          |
| 直轄       | 西大墩區   | 捒東下堡 | 西大墩街、潮洋庄、馬龍潭庄、下七張犁庄、水堀頭庄、林厝庄、八張犁庄、港尾仔庄、上牛埔仔庄、下石碑庄、上石碑庄、惠來厝庄                                     |                          |
| 直轄       | 犁頭店區   | 捒東下堡 | 犁頭店街、何厝庄、蔴園頭庄、土庫庄、田心庄、溝仔墘庄、三塊厝庄、永定厝庄、新庄仔庄、劉厝庄、知高庄、山仔腳庄、番社腳庄、鎮平庄、同安厝庄、蔴糍埔庄、水碓庄 |                          |
| 直轄       | 霧峰區     | 貓羅堡   | 阿罩霧庄、柳樹湳庄、吳厝庄、萬斗六庄、丁臺庄 |                          |
| 直轄       | 溪心埧區   | 貓羅堡   | 溪心埧庄、喀哩庄、同安厝庄 |                          |
| 彰化支廳   | 溪心埧區   | 貓羅堡   | 下茄荖庄 | 原屬臺中廳直轄           |
| 彰化支廳   | 芬園區     | 貓羅堡   | 縣庄、同安藔庄、社口庄、舊社庄、芬園庄 | 原屬臺中廳直轄、員林支廳 |
| 彰化支廳   | 快官區     | 貓羅堡   | 快官庄、田中央庄 | 原屬彰化廳               |
| 彰化支廳   | 彰化區     | 線東堡   | 彰化街 | 原屬彰化廳               |
| 彰化支廳   | 大竹圍區   | 線東堡   | 大竹圍庄、番社口庄、渡船頭庄、牛稠仔庄、阿夷庄（區長役場位於彰化街）                                                                                       | 原屬彰化廳               |
| 彰化支廳   | 南門口區   | 線東堡   | 南門口庄、大埔庄、莿桐腳庄、西門口庄（區長役場位於彰化街）                                                                                                 | 原屬彰化廳               |
| 彰化支廳   | 嘉犁區     | 線東堡   | 嘉犁庄、西勢仔庄、新庄仔庄、中藔庄、柑仔井庄 | 原屬彰化廳               |
| 彰化支廳   | 和美線區   | 線西堡   | 和美線庄、頭前藔庄、月眉庄、七張犁庄、番雅溝庄、大霞佃庄                                                                                                   | 原屬彰化廳               |
| 彰化支廳   | 下見口區   | 線西堡   | 十五張犁庄、頂犁庄、下犁庄、下見口庄 | 原屬彰化廳               |
| 彰化支廳   | 新港區     | 線西堡   | 塗厝厝庄、埤仔墘庄、溪底庄、新港庄、泉州厝庄 | 原屬彰化廳               |
| 彰化支廳   | 橋仔頭區   | 燕霧上堡 | 三家春庄、橋仔頭庄、白沙坑庄 | 原屬彰化廳               |
| 彰化支廳   | 茄苳腳區   | 燕霧上堡 | 茄苳腳庄、陝西庄、秀水庄、口庄 | 原屬彰化廳               |
| 彰化支廳   | 馬興區     | 馬芝堡   | 馬興庄、馬鳴山庄、安東庄、埔姜崙庄、曾厝厝庄、下崙庄 | 原屬彰化廳               |
| 鹿港支廳   | 鹿港區     | 馬芝堡   | 鹿港街 | 原屬彰化廳               |
| 鹿港支廳   | 頂厝區     | 馬芝堡   | 頂厝庄、橋頭庄、打鐵厝庄、顏厝庄、海埔厝庄（區長役場位於鹿港街）                                                                                           | 原屬彰化廳               |
| 鹿港支廳   | 頂番婆區   | 馬芝堡   | 廖厝庄、溝墘庄、頂番婆庄、南勢庄、草港中庄、草港尾庄 | 原屬彰化廳               |
| 鹿港支廳   | 番社區     | 馬芝堡   | 番社庄、外埔庄、外中庄、三汴頭庄、大崙庄 | 原屬彰化廳               |
| 鹿港支廳   | 洪堀藔區   | 馬芝堡   | 福興庄、菜園角庄、洪堀藔庄、管嶼厝庄、鎮平庄 | 原屬彰化廳               |
| 鹿港支廳   | 埔鹽區     | 馬芝堡   | 牛埔厝庄、四塊厝庄、三塊厝庄、南港庄、崙仔腳庄、廍仔庄、埔鹽庄、瓦磘庄、南勢埔庄、三省庄                                                                   | 原屬彰化廳               |
| 鹿港支廳   | 埔鹽區     | 二林上堡 | 浸水庄、石埤腳庄 | 原屬彰化廳               |
| 鹿港支廳   | 溪湖區     | 二林上堡 | 溪湖庄、頂藔庄、大突庄、田中央庄、汴頭庄、西勢厝庄 | 原屬彰化廳               |
| 鹿港支廳   | 溪湖區     | 武西堡   | 阿媽厝庄、崙仔腳庄 | 原屬彰化廳               |
| 員林支廳   | 羅厝區     | 武西堡   | 羅厝庄、同安宅庄、竹仔腳庄 | 原屬彰化廳               |
| 員林支廳   | 大埔心區   | 武西堡   | 大溝尾庄、舊館庄、大埔心庄、大平庄、瓦磘厝庄、埤霞庄、梧鳳庄                                                                                               | 原屬彰化廳               |
| 員林支廳   | 大埔心區   | 燕霧下堡 | 加錫庄、大崙庄 | 原屬彰化廳               |
| 員林支廳   | 大庄區     | 燕霧下堡 | 南平庄、黃厝庄、埤仔頭、蓮花池庄、擺塘庄、過溝庄、大庄、茄苳林庄                                                                                           | 原屬彰化廳               |
| 員林支廳   | 員林區     | 燕霧下堡 | 員林街、三條圳庄、三塊厝庄、東山庄 | 原屬彰化廳               |
| 員林支廳   | 員林區     | 武東堡   | 番仔崙庄 | 原屬彰化廳               |
| 員林支廳   | 湳雅區     | 武東堡   | 湖水坑庄、萬年庄、大饒庄、柴頭井庄、湳雅庄 | 原屬彰化廳               |
| 員林支廳   | 關帝廳區   | 武東堡   | 枋橋頭庄 | 原屬彰化廳               |
| 員林支廳   | 關帝廳區   | 武西堡   | 關帝廳庄、湳港西庄、湳港舊庄、五汴頭庄、陳厝厝庄、崙仔庄、田中央庄、湳底庄                                                                                 | 原屬彰化廳               |
| 員林支廳   | 社頭區     | 武西堡   | 張厝庄 | 原屬彰化廳               |
| 員林支廳   | 社頭區     | 武東堡   | 石頭公庄、許厝藔庄、舊社庄、社頭庄、崙雅庄 | 原屬彰化廳               |
| 北斗支廳   | 卓乃潭區   | 武東堡   | 普興庄、內灣庄、卓乃潭庄、大平庄 | 原屬彰化廳               |
| 北斗支廳   | 二八水區   | 東螺東堡 | 鼻仔頭庄、大坵園庄、二八水庄、過圳庄、十五庄 | 原屬彰化廳               |
| 北斗支廳   | 下霸區     | 東螺東堡 | 圳藔庄、西畔庄、下霸庄、過溪仔庄、下水埔庄 | 原屬彰化廳               |
| 北斗支廳   | 田中央區   | 東螺東堡 | 內三塊厝庄、大新庄、外三塊厝庄 | 原屬彰化廳               |
| 北斗支廳   | 田中央區   | 武東堡   | 田中央庄、大紅毛社庄 | 原屬彰化廳               |
| 北斗支廳   | 田中央區   | 武西堡   | 鎮平庄、小紅毛社庄 | 原屬彰化廳               |
| 北斗支廳   | 海豐崙區   | 東螺東堡 | 獨鰲庄、海豐崙庄、打簾庄、田尾庄、饒平厝庄 | 原屬彰化廳               |
| 北斗支廳   | 海豐崙區   | 武西堡   | 曾厝崙庄 | 原屬彰化廳               |
| 北斗支廳   | 海豐崙區   | 東螺西堡 | 溪仔頂庄 | 原屬彰化廳               |
| 北斗支廳   | 北斗區     | 東螺西堡 | 北斗街、北斗庄、北勢藔庄 | 原屬彰化廳               |
| 北斗支廳   | 舊眉區     | 東螺西堡 | 舊眉庄、溪洲庄、溪墘厝庄、三條圳庄、潮洋厝庄、水尾庄 | 原屬彰化廳               |
| 北斗支廳   | 小埔心區   | 東螺西堡 | 新庄仔庄、斗六甲庄、牛稠仔庄、番仔埔庄、三塊厝庄、大湖厝庄、路口厝庄、小埔心庄、崙仔庄、埤頭庄、連交厝庄                                                   | 原屬彰化廳               |
| 北斗支廳   | 小埔心區   | 二林下堡 | 周厝崙庄 | 原屬彰化廳               |
| 二林支廳   | 二林區     | 二林上堡 | 塗仔崙庄、挖仔庄、萬興庄 | 原屬彰化廳               |
| 二林支廳   | 二林區     | 深耕堡   | 𥕟磘庄、丈八斗庄 | 原屬彰化廳               |
| 二林支廳   | 二林區     | 二林下堡 | 二林庄、中西庄、火燒厝庄、竹圍仔庄、外蘆竹塘庄、犁頭厝庄、後厝庄、山藔庄、大排沙庄、萬合庄                                                                 | 原屬彰化廳               |
| 二林支廳   | 番挖區     | 二林下堡 | 草湖庄、王功庄、漢寶園庄、舊趙甲庄 | 原屬彰化廳               |
| 二林支廳   | 番挖區     | 深耕堡   | 番挖庄、路上厝庄、後藔庄、溝仔墘庄、頂廍仔庄、埤腳庄 | 原屬彰化廳               |
| 二林支廳   | 大城厝區   | 深耕堡   | 三塊厝庄、新街庄、山藔庄、公館庄、西港庄、頂海墘厝庄、下海墘厝庄、下牛稠庄、下山腳庄、頂山腳庄、魚藔庄、大城厝庄、外五間藔庄                               | 原屬彰化廳               |
| 二林支廳   | 內蘆竹塘區 | 深耕堡   | 潭墘庄、尤厝庄、內蘆竹塘庄、鹿藔庄、九塊厝庄、內新厝庄、下溪墘庄、番仔藔庄、田頭庄、樹仔腳庄、五庄仔庄、面前厝庄                                           | 原屬彰化廳               |